# Kombajn do Zbierania Kur po Wioskach
Kombajn do Zbierania Kur po Wioskach – polski alternatywny rockowy zespół muzyczny pochodzący z Nowego Dworku – miejscowości położonej niedaleko Świebodzina, założony w 2001.
W 2003 wygrał Festiwal Rockowy w Węgorzewie, a 17 stycznia 2005 pod patronatem radiowej Trójki wydał swój debiutancki album – Ósme piętro. 23 października 2006 wydał kolejną płytę zatytułowaną Lewa strona literki M. W 2011 roku ukazała się trzecia płyta zespołu Karmelki i gruz.
W styczniu 2014 zespół niespodziewanie zawiesił działalność odwołując wszystkie zaplanowane koncerty. Strona zespołu w serwisie MySpace została usunięta. 
W listopadzie 2024 zespół niespodziewanie wznowił działalność w nowym składzie i potwierdził pierwszą trasę koncertową po Polsce.

## Muzycy

### Obecny skład zespołu
- Marcin Zagański - śpiew, gitara (2001-2014, 2024- )
- Paweł Koprowski - gitary (2001-2014, 2024- )
- Michał Dziekan - bas (2003-2006, 2024- )
- Midjan Trajer - gitara (2024- )
- Szymon Dobrochoczy - perkusja (2024- )

### Byli członkowie zespołu
- Tomasz Brażewicz-Dosiółko – gitara (2001–2009)
- Artur Mazur Mazaczenko – gitara basowa (2001–2003)
- Maciej Glogoza – perkusja (2001)
- Leszek Łątkowski – perkusja (2001–2003)
- Jarosław Drabiuk – perkusja (2004)
- Piotr Walorski – perkusja (2005–2008)
- Witek Przepióra – gitara basowa (2006–2014)
- Mario Bielski – perkusja (2009)
- Tomasz Piechowiak – perkusja (2009–2014)
- Tomek Śliwka – gitara (2009–2014)

## Dyskografia
- Ćwa (demo, 2003)
- Dziś polecamy kotlet szlachecki (demo, 2004).
- Ósme piętro (2005)
- Lewa strona literki M (2006)[3]
- Karmelki i gruz (2011)[4]